# لئاندرو فرناندز
لئاندرو فرناندز (اسپانیایی: Leandro Fernández‎؛ زادهٔ ۳۰ ژانویهٔ ۱۹۸۳) بازیکن سابق فوتبال اهل آرژانتین است۰
از باشگاه‌هایی که در آن بازی کرده‌است می‌توان به باشگاه فوتبال ریور پلاته و باشگاه فوتبال نیولز اولد بویز اشاره کرد.